# Tankmonument (Houffalize)

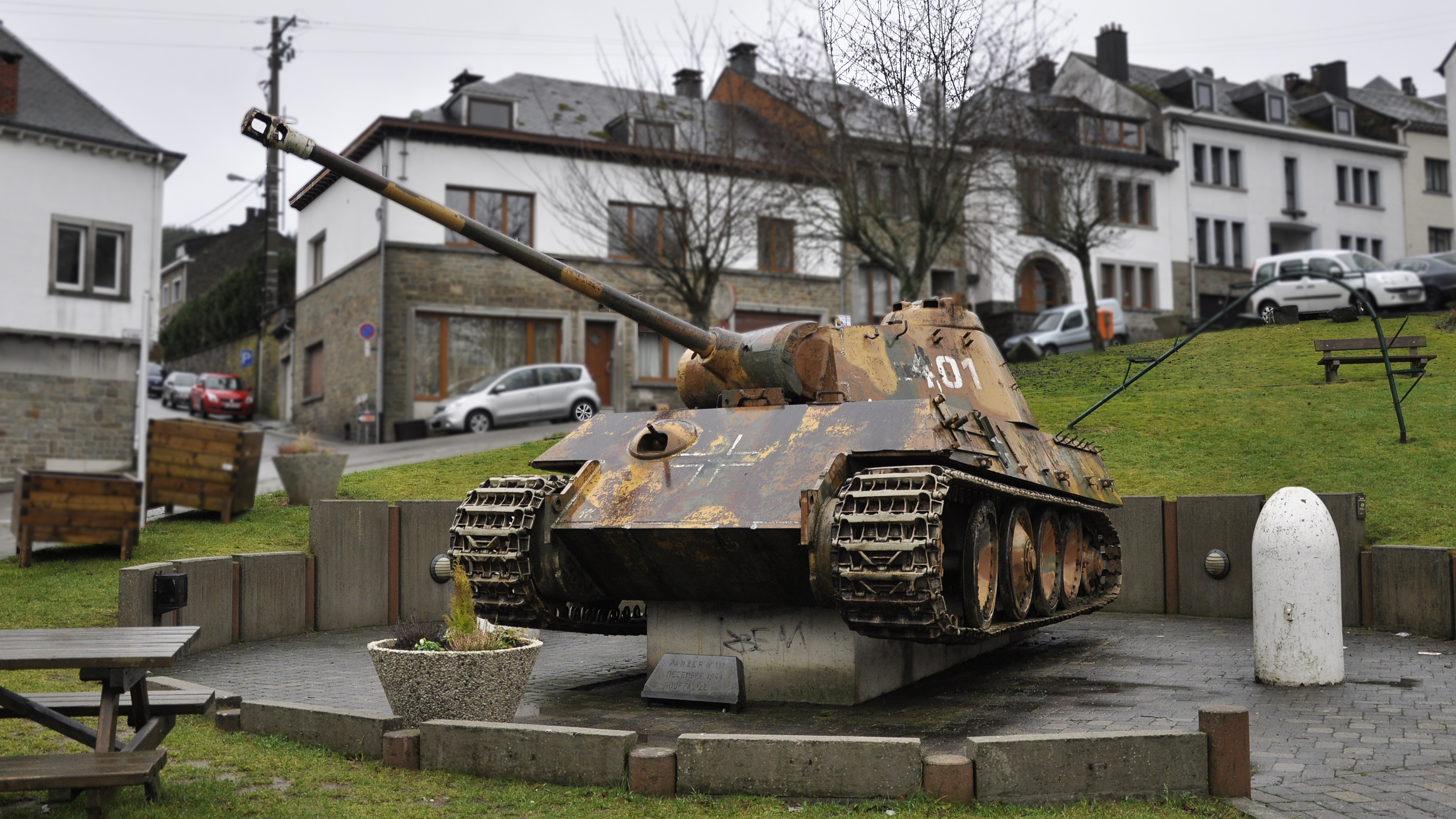
Tankmonument in Houffalize

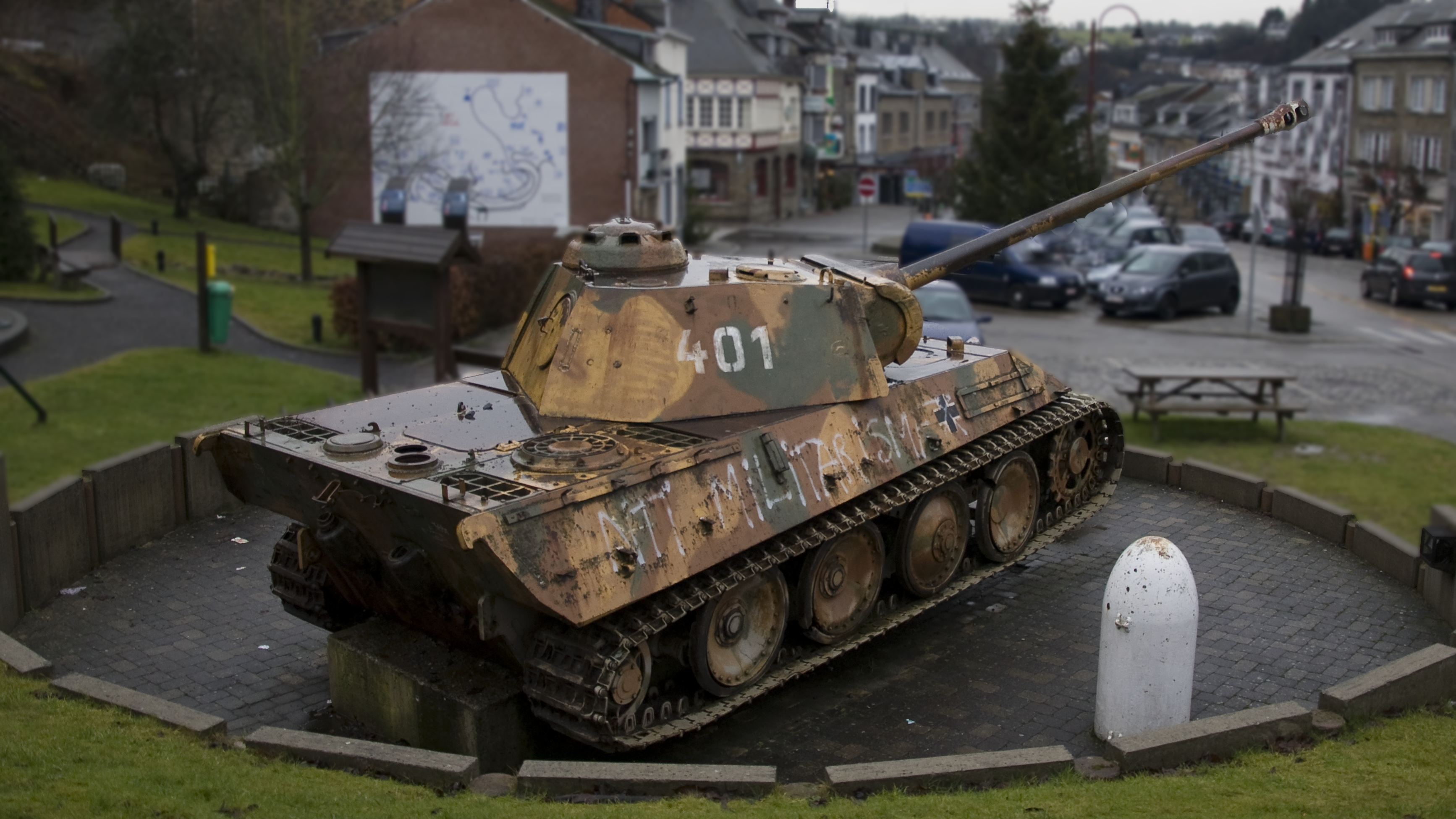
Tankmonument in Houffalize

Het Tankmonument is een oorlogsmonument in de Belgische stad Houffalize. Het tankmonument staat aan de Rue de Bastogne (N30) en de Rue Saint-Roch in het zuiden van het stadje. De tank is van het type Panzerkampfwagen V Panther.

## Geschiedenis
Op 19 december 1944 veroverde tijdens de Slag om de Ardennen de Duitse eenheid van deze tank, het 116. Panzer-Division, LVIII Panzerkorps, 5. Panzer-Armee, het stadje. Op 3 januari 1945 begonnen de Amerikanen een tegenaanval en moesten de Duitse troepen zich op 15 januari 1945 terugtrekken naar het oosten. De tank lag toen ondersteboven in de Ourthe, aan de westkant van Houffalize.
Op 20 september 1948 werd de tank uit de rivier gehaald door de genie van Namen.
In 2017 werd de tank uit elkaar gehaald voor een twee jaar durende restauratie. De tank is een van de drie overgebleven Panzerkampfwagen V Panthertanks in de Ardennen, naast die van het Tankmonument in Celles en Tankmonument in Grandmenil.